# Berchad
Berchad (en ukrainien et en russe : Бершадь) est une ville de l'oblast de Vinnytsia, en Ukraine. Sa population s'élevait à 11 742 habitants en 2024.

## Géographie
Berchad est située à 124 km au sud-est de Vinnytsia et à 243 km au sud-sud-ouest de Kiev.

## Histoire
L'origine de Berchad remonte à 1459. Lors de la révolte de Bogdan Khmelnitski, en 1648, les Cosaques conduits par un chef particulièrement sanguinaire, Maksim Krivonos, massacrèrent les Juifs et les catholiques. En 1900, la population de Berchad s'élevait à 7 000 habitants, dont une importante communauté juive, forte de 4 500 personnes. Au XIXe siècle, la ville était célèbre pour ses talit — châle utilisé par les juifs pratiquants pour la prière du matin — fabriqués par des tisserands juifs. Mais à la fin du siècle cette industrie déclina et de nombreux tisserands émigrèrent en Amérique.
Pendant la Seconde Guerre mondiale, l'armée roumaine occupa la ville en 1941 et les Juifs furent enfermés dans un ghetto, y compris de nombreux Juifs déportés de Bessarabie. Des milliers d'entre eux moururent de faim.
La commune urbaine de Berchad accéda au statut de ville en 1966.

## Population
Recensements (*) ou estimations de la population :
| 1923* | 1926*  | 1959* | 1970*  | 1979*  | 1989*  |
| ----- | ------ | ----- | ------ | ------ | ------ |
| 9 273 | 11 859 | 3 870 | 11 462 | 12 843 | 14 134 |

| 2001*  | 2010   | 2011   | 2012   | 2013   | 2014   |
| ------ | ------ | ------ | ------ | ------ | ------ |
| 13 336 | 13 239 | 13 223 | 13 162 | 13 160 | 13 098 |

## Personnalités
- Ihor Babiy (°1971), homme d'affaires ukrainien, mécène, artiste
- Iouriy Kovalenko (1977-2014), chef militaire
- Anatoliy Matviienko (1953–2020), homme politique ukrainien
- Witold Pruszkowski (1846–1896), peintre polonais